# Argyrostrotis quadrata
Argyrostrotis quadrata är en fjärilsart som beskrevs av Paul Dognin 1911. Argyrostrotis quadrata ingår i släktet Argyrostrotis och familjen nattflyn. Inga underarter finns listade i Catalogue of Life.